# جنتل أوفوين
جنتل أوفوين (بالإنجليزية: Gentle Offoin)‏ (مواليد 19 أغسطس 1973) هو سبّاح نيجيري، مثّل بلاده في الألعاب الأولمبية الصيفية 2000.

## روابط خارجية
جنتل أوفوين على موقع الاتحاد الدولي للسباحة (الإنجليزية)
- جنتل أوفوين على موقع أوليمبيديا (الإنجليزية)